# Município de Madison (condado de Vinton, Ohio)
O município de Madison (em inglês: Madison Township) é um município localizado no condado de Vinton no estado estadounidense de Ohio. No ano de 2010 tinha uma população de 605 habitantes e uma densidade populacional de 9,54 pessoas por km².

## Geografia
O município de Madison encontra-se localizado nas coordenadas 39° 14′ 57″ N, 82° 22′ 05″ O. Segundo a Departamento do Censo dos Estados Unidos, o município tem uma superfície total de 63.44 km², da qual 63,26 km² correspondem a terra firme e (0,29 %) 0,18 km² é água.

## Demografia
Segundo o censo de 2010, tinha 605 pessoas residindo no município de Madison. A densidade populacional era de 9,54 hab./km². Dos 605 habitantes, o município de Madison estava composto pelo 97,36 % brancos, o 1,16 % eram afroamericanos, o 0,17 % eram de outras raças e o 1,32 % eram de uma mistura de raças. Do total da população o 0 % eram hispanos ou latinos de qualquer raça.